# Bethlehem (Ringsted)
Bethlehem er et indremissionsk mødehus i Ringsted. Huset blev bygget i 1909. Igennem alle disse år, er der foregået mange forskellige aktiviteter i Bethlehem med det samme kristne grundlag.
Betlehem har et meget specielt logo, der består af en børnetegning med skæve streger, der viser den karakteristiske rødstensbygning. Det missionske hus er opkaldt efter byen Bethlehem, hvor Jesus efter fortællingen skulle være født.